# Nick Mazzarella
Nick Mazzarella (* 15. Juli 1984 in Woodridge, Illinois) ist ein US-amerikanischer Jazz- und Improvisationsmusiker (Altsaxophon), der vor allem in der Chicagoer Musikszene aktiv ist.

## Leben und Wirken
Mazzarella kam durch die Schallplatten seines Vaters zum Jazz; ein frühes Vorbild war John Coltrane, bevor er sich während seines Studiums mit der Musik von Ornette Coleman beschäftigte. Seit 2002 spielt er in der Jazz-, Improvisations- und Rockszene von Chicago. Er studierte an der DePaul University, wo er 2006 den Bachelor of Music und 2009 den Master erwarb. Mit dem DePaul University Jazz Ensemble trat er mit Phil Woods auf. Er arbeitete mit eigenen Bandprojekten, wie dem Nick Mazzarella Trio (mit Frank Rosaly und Anton Hatwich). Außerdem wirkte er bei Ensembles von Ken Vandermark (Audio One bzw. dem Chicago Reed Quartet), Rob Mazurek (Exploding Star Orchestra), Makaya McCraven (Highly Rare), Frank Rosaly, Dana Hall, Mike Reed, Devin Hoff, Nate Lepine (Quartet: Vortices), Cameron Pfiffner, Mars Williams, Keefe Jackson, Wayne Montana/Damon Locks und Mikel Avery mit.
Nachdem Mazzarella 2014 mit einem eigenen Quartett tätig war, das aus Jim Baker (Piano), Joshua Abrams (Kontrabass) und Avreeayl Ra (Schlagzeug) bestand, konzentrierte er sich 2017 auf sein Trio und Quintett. Daneben arbeitete er mit Tomeka Reid, Hamid Drake, Joshua Abrams’ Natural Information Society (Since Time Is Gravity, 2023), Rob Mazurek und Frank Rosaly. Mazzarella war auch der Kurator der Anagram-Serie, die wöchentlich bei Elastic Arts in Chicago und der Ratchet-Serie, die monatlich im Cafe Moustache in Chicago vorgestellt wird.

## Diskographische Hinweise
- Aviary (2010)
- This Is Only a Test: Live at the Hungry Brain (2011)
- Ultraviolet (International Anthem, 2015), mit Anton Hatwich, Frank Rosaly
- Chicago Reed Quartet: Nick Mazzarella, Dave Rempis, Mars Williams, Ken Vandermark: Western Automatic (Aerophonic, 2015)
- Azimuth (Live at Constellation) (Astral Spirits, 2016), mit Ingebrigt Haker-Flaten & Avreeayl Ra
- Meridian Trio: Triangulum (Clean Feed Records, 2017), mit Jeremy Cunningham, Matt Ulery
- Signaling (Nessa Records, 2017)
- Nick Mazzarella & Tomeka Reid: Signaling (Nessa, 2017)
- Counterbalance (Astral Spirits 2019), mit Anton Hatwich, Frank Rosaly
- Paul Bedal: In Reverse (2019), mit Matt Ulery, Charles Rumback
- See or Seem: Live at the Hyde Park Jazz Festival (2021), mit Quin Kirchner
- What You Seek Is Seeking You (2021)